# Storfjällig rundkäftfisk
Storfjällig rundkäftfisk (Cyclothone microdon) är en djuphavsfisk i familjen gonostomider som är vanlig i de flesta av jordens hav.

## Utseende
En långsträckt fisk med kraftigt huvud och mycket stort gap. Fjällen är rundade och mycket stora. Färgen är brun till brunsvart. Som mest kan den bli 7,6 cm lång. På gällocket, runt ögonen, på underkäken och i rader längs buken har den flera, små lysorgan.

## Vanor
Den storfjälliga rundkäftfisken är mycket vanlig på djupt vatten (200 – 5 300 m, även om den vanligen håller sig inom 500 – 2 700 m) i de flesta av världens hav, där den framför allt lever av hoppkräftor. Det är förhållandevis vanligt att hanen byter kön till hona när det är brist på de senare.

## Utbredning
Utbredningsområdet omfattar större delen av Atlanten, tropiska och södra Indiska oceanen och Stilla havet samt troligtvis cirkumpolärt kring Antarktis.